# Kalumpang
Kalumpang is een bestuurslaag in het regentschap Serang van de provincie Banten, Indonesië. Kalumpang telt 4267 inwoners (volkstelling 2010).